# Adolf Schmidlin
Adolf Schmidlin (* 20. Mai 1868 in Lahr; † 22. Juni 1954 in Freiburg im Breisgau) war ein deutscher Kunstmaler.

## Leben
Adolf Schmidlin war der Sohn eines Instrumentenmachers, an dessen Haus in der Obertorstraße 18 von Lahr seit 1964 eine Ehrentafel angebracht ist. Er studierte nach der Schulausbildung in Lahr von Oktober 1887 bis 1892 an der Karlsruher Akademie der bildenden Künste bei Ferdinand Keller, Theodor Poeckh, Caspar Ritter und  Ernst Schurth. Danach und im Jahr 1900 ging er jeweils für ein Jahr an die Akademie in München und unternahm Studienreisen nach Paris, Rom und Berlin.

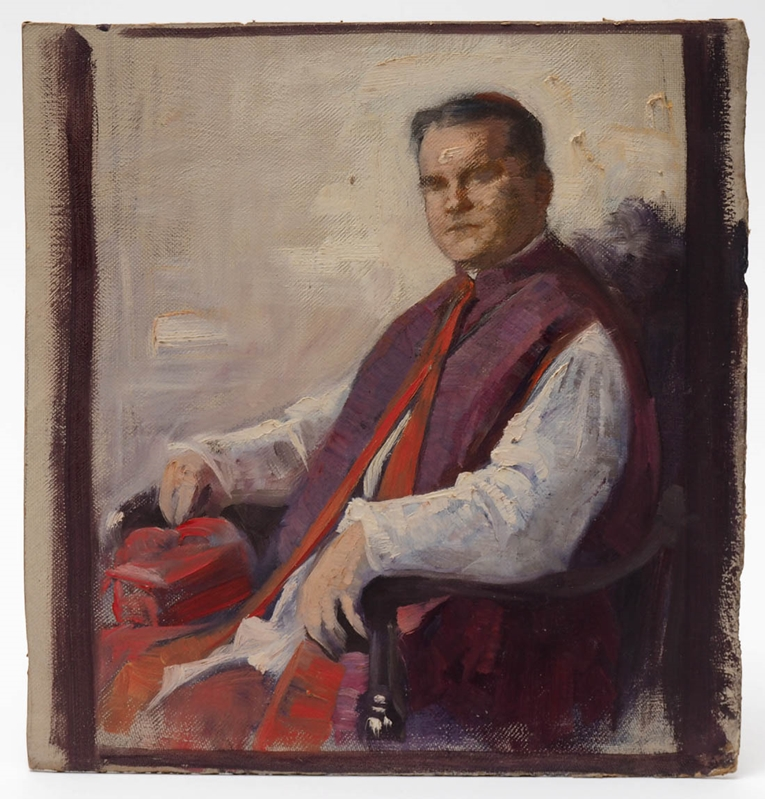
Weihbischof Wilhelm Burger

1908 eröffnete er ein Atelier in Freiburg, wo er sich schnell zu einem der wichtigsten zeitgenössischen Porträtmaler Badens entwickelte, aber auch Auftragsarbeiten in der Schweiz, Norddeutschland und Holland durchführte. Er malte unter anderen die badischen Großherzöge Friedrich I. und Friedrich II., Heinrich Hansjakob, den Erzbischof Conrad Gröber und den Tübinger Universitätskanzler August Hegler.

## Postume Rezeption
Kritiker bewunderten neben den soliden handwerklichen Fähigkeiten seinen schlichten, warmen Realismus, d. h., dass er nicht den expressionistischen Strömungen der zeitgenössischen Kunst folgte. Es gab nur wenige Ausstellungen, z. B. 1962 in Lahr mit etwa 100 Bildern. Seine Gemälde hängen heute z. B. im Freiburger Augustinermuseum, im Lahrer Stadtmuseum, in der Tübinger Professorengalerie. und in der Stauffenberg-Gedenkstätte im Stauffenberg-Schloss Albstadt-Lautlingen.